# エルヴェ・ヴィラール
エルヴェ・ヴィラール(フランス語: Hervé Vilard、1946年7月24日-)はフランスの歌手、作曲家、舞台演出家。1965年、彼のファースト・シングルであるカプリの恋の物語は国際的にヒットした。

## 略歴
ルネ・ヴィラールは1946年7月24日にパリのサン＝タントワーヌ病院への道中のタクシーで生まれた。父親には会ったことがなく、母親も親権を失ったため、パリの孤児院に送られた。その後、ベリー地方の何人かの里親の下へ転々と預けられている。その後シェール県のラ・スレットに移り、1957年にアンソニー・アングラン神父と出会い、彼の下で音楽や文学を学ぶ。 
ルネはパリに向かい、画商のダニエル・コルディエと出会い、1962年に彼の養子となる。シャンゼリゼ通りにあるレコード店やナイトクラブで働くようになる。その傍ら、ルネは音楽の才能を磨くために歌のレッスンを受け始める。この頃、マーキュリー・レコードの幹部と出会い、歌手としてのキャリアを歩み始めることとなり、「エルヴェ・ヴィラール」という芸名を名乗るようになる。
1965年6月にマーキュリー・レコードからリリースされたファースト・シングルであるカプリの恋の物語 (Capri c'est fini) は国内外で330万枚売り上げ、有名になった。
続いて、Mourir ou vivreやFais-la rireをリリースし、フランスの有名アーティストとしての地位を高める。1967年から69年にかけてはラテン・アメリカでツアーを行い、ラテン・アメリカでも人気歌手となった。また、トルコや韓国、日本でレコードがヒットするなど国外でも人気となる。
その後もフランスではNous(1978年、売上200万枚)、Reviens(1980年、売上100万枚)のシングル盤のヒットやツアーで人気を博す。ツアーではチャリティー公演や孤児院への訪問も行っている。
1992年、フランス文化への貢献が認められ、国家功労勲章が授与された。2004年にはベリー地方に自身の名を冠したコンサートホールが建てられた。同年にはマルグリット・デュラス、ベルトルト・ブレヒト、パブロ・ネルーダ、ルイ・アラゴンなどの詩に音楽をつけたCri du coeurというコンピレーションCDをリリースした。

## 逸話
- Capri c'est finiがヒットした頃、フランスのニュース雑誌のFrance Dimanche（フランス語版）はヴィラールに母親探しの手伝いを持ち掛け、見返りとして雑誌に再会の際のインタビューや報道の独占権を与える。その結果として、ヴィラールは母親との再会を果たし、France Dimancheの売り上げも伸びた[1]。なお、母親は1981年に亡くなっている[2]。
- 1967年にラジオで自身がバイセクシュアルであることを告白した。有名なフランスの歌手としては初めてのことである[7]。
- 『パリ・マッチ』誌のインタビューにおいて、ボリビアでのコンサート中に元ナチスの将校クラウス・バルビーがいることに気づき、身柄の拘束やフランスへの強制送還につながったと述べている。

## ディスコグラフィー
- Capri c'est fini (1965)
- Fais la rire (1969)
- Champagne (1976)
- Rêveries (1977)
- Nous (1977)
- Je l'aime tant (1981)
- Ensemble (1983)
- Le Vin de Corse (1986)
- Tout simplement (1997)
- L'Amour défendu (1990)
- Simplement (2002)
- Cri du cœur (2004)

## 著書
- L'âme seule Author Hervé Vilard Publisher Libra Diffusio, 2007 ISBN 2-84492-267-8, 978-2-84492-267-0  325 ページ
- Le bal des papillons Author Hervé Vilard Publisher LGF/Le Livre de Poche, 2009 ISBN 2-253-12590-3, 978-2-253-12590-7、  310ページ